# Rio Brusturetul
O Rio Brusturetul é um rio da Romênia afluente do Rio Valea Cheii, localizado no distrito de Braşov.